# Ruś Podkarpacka w latach 1918–1939
Do I wojny światowej Ruś Zakarpacka była prowincją węgierską w obrębie Austro-Węgier.
Diaspora karpatorusińska w Stanach Zjednoczonych w 1918 r. dążyła do oderwania Rusi Zakarpackiej od Węgier. Przedstawiciele diaspory przedstawili prezydentowi USA Woodrowowi Wilsonowi koncepcje przyłączenia do Rosji lub Ukrainy. Wilson zasugerował przystąpienie do rozmów ze Środkowoeuropejską Unią Demokratyczną organizacji na czele, której stał Tomasz Masaryk. 2 listopada Amerykańska Rada Narodowa Rusinów Węgierskich przystąpiła do Unii, a przedstawiciele stron podpisali umowę na mocy której wyrażali wolę by Ruś Podkarpacka weszła w skład przyszłej Czechosłowacji na zasadach federacyjnych. 12 listopada 1918 w Scranton Amerykańska Rada Rusinów Węgierskich uchwaliła deklarację o przyłączeniu Rusi Zakarpackiej na zasadzie federacyjnej do Czechosłowacji, która sama miała być państwem federacyjnym. Rada przewidywała włączenie do Rusi północno-wschodniej części Słowacji (ówczesne komitaty: Zemplín, Szarysz i Spisz, obejmujące jednak większy obszar niż samą tylko Łemkowszczyznę słowacką), jak również części Węgier, czyli ogólnie ziem wchodzących wcześniej w skład tzw. Rusi Węgierskiej. Jednak ostatecznie Ruś Węgierską podzielono na trzy części, z których jedną – większą część Kraju Marmaroskiego przyznano Rumunii (traktat w Trianon), natomiast wymienione wyżej zachodnie „słowackie” powiaty Rusi – Czechosłowacji.
Ruska Rada Narodowa, założona w Starej Lubowli na Spiszu 8 listopada 1918, po przeniesieniu do Preszowa, zażądała samookreślenia narodowego zgodnego z czternastoma punktami Wilsona. Jej kontynuacja, Karpatoruska Rada Narodowa w Preszowie, zajęła 31 stycznia 1919 takie samo stanowisko. Rada reprezentowała początkowo orientację moskalofilską, ale wobec klęski „Białej” Rosji wybrała opcję czeską. Powstała wówczas koncepcja przyłączenia Zakarpacia do Czechosłowacji jako depozytu dla przyszłej Rosji. Zjazd działaczy ukraińskich w Chuście wypowiedział się za połączeniem z Ukrainą i wybrał 21 stycznia 1919 Centralną Radę Ludową, która 24 stycznia 1919 zgłosiła akces do Zachodnioukraińskiej Republiki Ludowej.
W Użhorodzie natomiast powstała 9 listopada 1918 kierowana przez gubernatora nowego autonomicznego węgierskiego „Kraju Ruskiego”, Augustyna Sztefana, Rada Narodu Węgro-Ruskiego, o orientacji prowęgierskiej i znajdująca oparcie w kościele greckokatolickim, ale nie odegrała ona żadnej roli.

## Władza czeska

Mapa rozmieszczenia języków Czechosłowacji w 1930

Gdy wojska czeskie opanowały 12 stycznia 1919 Przełęcz Użocką, Karpatoruska Rada w Preszowie uchwaliła przyłączenie Spiszu i Łemkowszczyzny (komitaty Sepesz, Szarisz, Zemplin i część komitatu Ung) do Czechosłowacji, rezygnując na razie z połączenia z Zakarpaciem.
Jednocześnie w walkach z komunistami węgierskimi Czesi posuwali się na wschód. Centralna Ruska Rada Narodowa w Użhorodzie uznała za najwyższą władzę Karpatoruską Radę Narodową w Preszowie i wypowiedziała się 16 maja 1919 za autonomią w ramach Czechosłowacji, składającej się z trzech części: Czech i Moraw, Słowacji oraz Zakarpacia. W czerwcu 1919 roku armia czeska zajęła całą Ruś Zakarpacką, a traktat z Saint-Germain potwierdził 10 września 1919 jej przynależność do Czechosłowacji z „jak najszerszą autonomią”. W terminologii czeskiej region ten nazywany był Rusią Podkarpacką (Podkarpatská Rus).
Ruś Podkarpacka była dla Czechów bardzo ważna. Nie posiadając dobrych kontaktów z państwami sąsiednimi, przez Ruś komunikowała się z jedynym swoim sojusznikiem – Rumunią, z którą znajdowała się w jednym sojuszu militarnym – Małą Ententą.
Zakarpacie otrzymało statut generalny 18 listopada 1918, uzupełniony 26 kwietnia 1920 specjalnym zarządzeniem, natomiast Konstytucja Czechosłowacji obiecywała mu odrębny sejm, decydujący w kwestiach językowych, szkolnictwa, religii, samorządu miejskiego i w innych sprawach, gdyby ustawodawstwo czechosłowackie przeniosło je na lokalny sejm. Prezydent mianował 29 lutego 1920 gubernatora-Rusina. W praktyce sejm nigdy nie powstał, rady gubernatorskiej, nawet o funkcjach doradczych, też nie powołano zaś Zakarpaciem rządził wicegubernator wyznaczany spośród czeskich biurokratów.
Bieda i zacofanie regionu sprzyjało wpływom komunistycznym (40% głosów w wyborach 1924 roku, później 30%), na co Praga wskazywała jako na dowód „niedojrzałości” do autonomii. Rywalizacja między moskalofilami i Ukraińcami ułatwiła wprowadzenie w 1926 języka czeskiego jako urzędowego i włączenie Rusi do Słowacji, oraz sprowadzenie około 50 tysięcy czeskich osadników.
Mimo to odsetek Rusinów wśród ludności wzrósł z 56% (1900) do ponad 62%. W 1930 roku na Zakarpaciu mieszkało 478 tysięcy Rusinów i Ukraińców, a dalsze 100 do 300 tysięcy żyło na Słowacji. Rusini i Ukraińcy mieszkali głównie na wsi, natomiast miasta zakarpackie miały charakter żydowsko-węgiersko-czeski (Żydzi stanowili 15% ludności tego regionu).
Czeskie władze centralne, podobnie jak poprzednio węgierskie, popierały rusinizm polityczny, widząc w nim środek zatrzymania Zakarpacia na wypadek roszczeń ewentualnego państwa ukraińskiego lub rosyjskiego. Ministerstwo oświaty zalecało nauczanie w języku (dialekcie) miejscowym, nie zaś po rosyjsku lub ukraińsku (1922), choć Ukraińcy, za których uważano emigrantów z Galicji, Bukowiny i ZSRR, cieszyli się w Czechosłowacji przywilejami. Istniało tu duże skupisko ukraińskich studentów i emigrantów politycznych w Podiebradach i Pradze.
Większość posłów z Zakarpacia należała do orientacji moskalofilskiej. W szkołach rusińskich uczono po rosyjsku lub po ukraińsku, ale używano raczej lokalnego dialektu (rusiński) i pisowni historycznej, tj. starocerkiewnosłowiańskiej. Na Słowacji również wykładano po słowacku.
Na używanie rosyjskich podręczników oficjalnie zezwolono w 1937, gdyż językiem kultury (teatr, prasa) był rosyjski.

### Partie Rusi Podkarpackiej
Przed 1919 na Rusi Podkarpackiej nie działały żadne partie polityczne. Dopiero za czasów Czechosłowacji zanotowano bujny rozwój partii (ponad 20), zarówno lokalnych, jak i oddziałów partii działających w całym kraju.
Jedną z pierwszych była założona w 1920 Ruska Partia Włościańska (Ruśka Chliborobśka Partija, RChP), przekształcona w 1925 w Partię Chrześcijańsko-Narodową. Stanowisko antyczeskie, a prowęgierskie zajmował rusiński Włościański Związek Autonomiczny (Avtonomnyj Zemledelskij Sojuz, AZS). Konkurowała z nim Russka Partia Narodowo-Autonomiczna (Russkaja Nacjonalno-Avtonomnaja Partija, RNAP). Oprócz nich działały Karpatoruska Rolnicza Partia Republikańska, lewicowa Karpatorusska Partia Robotnicza Małorolnych i Bezrolnych, oraz jedna z najsilniejszych – Międzynarodowa Socjalistyczna Partia Rusi Podkarpackiej, która weszła w skład Komunistycznej Partii Czechosłowacji. Działały również Ukraińska Ludowa Partia Robotnicza (UNRP), Socjaldemokratyczna Partia Rusi Podkarpackiej i węgierska Węgierska Partia Narodowa (Magyar Nemzeti Párt). Od połowy lat 30. rozpoczęła tutaj działalność nielegalna Organizacja Ukraińskich Nacjonalistów.

### Gubernatorzy Rusi Podkarpackiej
- Jan Brejcha (1919–1920)
- Jerzy Żatkowycz (1920–1921)
- Petr Ehrenfeld (wicegubernator, stanowisko gubernatora nie było obsadzone)
- Antonij Beskyd (1923–1933)
- Antonín Rozsypal (1933–1935)
- Konstantin Hrabar (1935–1938)

## Ukraina Karpacka i Karpato-Ukraina
II Republika Czechosłowacka 22 listopada 1938 nadała Rusi Zakarpackiej autonomię. Już wcześniej, 8 października 1938 powołano rząd autonomiczny Andrija Brodija, ale ze względu na zbytnią prowęgierskość władze centralne zastąpiły go 26 października gabinetem Augustyna Wołoszyna, który reprezentował orientację proniemiecką.
Rząd autonomiczny utworzył Sicz Karpacką – organizację militarną opanowaną przez Organizację Ukraińskich Nacjonalistów, dowodzoną przez Romana Szuchewycza i szkoloną przez Niemców.
Na mocy arbitrażu wiedeńskiego Węgrzy 2 listopada 1938 zajmowali południową część Rusi Zakarpackiej.
Rusini 18 lutego 1939 zorganizowali wybory na jedną listę do parlamentu Ukrainy Karpackiej, ale Czesi w dniach 13–14 marca 1939 rozpoczęli rozbrajanie proniemieckiej Siczy.
Gdy 15 marca Niemcy wkroczyli do Czechosłowacji, Karpato-Ukraina ogłosiła niepodległość (prezydentem został Augustyn Wołoszyn, premierem Julijan Rewaj), wówczas jednak Węgrzy w dniach 15–18 marca 1939 w walkach z Siczą zajęli resztę obszaru.

## Literatura
- Dariusz Dąbrowski: „Rzeczpospolita Polska wobec kwestii Rusi Zakarpackiej (Podkarpackiej) 1938-1939”, Toruń 2007, ISBN 978-83-60738-04-7.
- Emilian Wiszka: „Systemy polityczne Ukrainy”, Toruń 2007, ISBN 978-83-231-2184-8.
- Konrad Mozgawa: „Ruś Zakarpacka w polityce czechosłowackiej (1920 – 1938)” [w]:Koło Historii, nr 16, Lublin 2015 ISSN 1505-8530.
- Vasyl Rusyn: „Podkarpatská Rus & ČSR”, Praha 2008, „Ruska cena”